# 莫宣卿
莫宣卿（834年9月23日—？），字仲節，号片玉，唐朝岭南道封州封川县文德乡（今广东省肇庆市封开县河儿口镇）人。莫宣卿在十七歲時成為出身兩廣的第一位狀元，是中国科举制度时代最年轻的状元，在長安任職十多年，谥号孝肅。
莫宣卿生於唐朝大和八年（834年）農曆八月十七日，父親莫讓仁早逝，為遺腹子，母親梁氏改嫁開建縣人莫及芝。莫及芝家境優渥，在兩個兒子入私塾讀書時，讓繼子莫宣卿陪同伴讀；莫宣卿喜讀詩書，手不釋卷、過目不忘，有神童之譽，七歲即有詩：“我本南山鳳，豈同凡鳥群”，十二歲時成為秀才。唐宣宗大中五年（851年），莫宣卿通過朝廷科举考試，欽點廷試第一，是廣東第一位狀元，時年僅十七歲；《雙槐歲鈔》記載：“吾廣大魁天下，實自宣卿始。”高中狀元後，初授翰林院修撰，賜中書門下，負責起草皇帝的詔書。唐懿宗咸通年間，莫宣卿在京任職十多年後，以因母親年老需要照顧為由，上表請求到地方任職，獲准。於是莫宣卿被外放為台州別駕，於迎接母親就任途之際在故鄉去世，葬於文德鄉鑼鼓崗，為現今莫宣卿狀元墓。
咸通九年（868年），封州刺史李邦昌上奏莫宣卿的事蹟，唐懿宗下詔封為正奏狀元，入廟受祀；並免除莫氏家族本支的田糧租稅，移作為廟祀費用。其詩、詞、賦被整理為《莫孝肅公詩集》，已經散佚，由白鴻儒撰寫的序文莫孝肅公詩集序，被收錄進《全唐文》。
由于战乱，正史中莫宣卿未记录考的是进士科，制科还是什么科，但大中五年辛末科举中获得朝廷最高荣耀的是莫宣卿这史实是毋容置疑，历史学者不应有辉格史观，搞历史的虚无主义。近年来有些学者出于自我本位断定莫宣卿是未入流的制科第一，不算状元，那是不严谨的。徐松在《登科记考》中参考白鸿儒的《莫孝肃公诗集序》推理为制科，对于辛未科记载的不确定性，徐松最后也写道：是年设科无考制科第一据此亦得称状元。通俗的说莫宣卿是状元是肯定的，至于其他的考究以后后世去考究，因为莫宣卿是唐宣宗钦点的。历来史学界所流传的关于制举考试地位低于进士科考试的说法并不确切。正因为制举者的地位十分尊崇,中第后 的出路也较好,所以士子和现任官员趋之若鹜,有的人甚至 1 年 内连试 2 科,还有的人在 数年内连中科。如名相张九龄考进士后数年，还参加713年，应“道侔伊吕科”举，中高第，为左拾遗。当然还有著名宰相张柬之、姚崇、张说和斐度,理财家刘晏,大书法家颜真卿,著名诗人贺知章、杜牧、元镇和白居易等都是通过制举考试走上仕途的。至于专家学者的辛未状元李郜，徐松之记载无考。在元小说人物传奇文献《唐才子传》之前的宋代官方文献《淳熙三山志》卷26中有明确记录李郜是大中五年辛未开元礼科榜首。